# Angola ai Giochi della XXXI Olimpiade
L'Angola ha partecipato ai Giochi della XXXI Olimpiade, che si sono svolte a Rio de Janeiro, Brasile, dal 5 al 21 agosto 2016.
Si tratta della nona edizione consecutiva dei Giochi (ad eccezione di Los Angeles 1984, quando l'Angola aderì al boicottaggio promosso dall'URSS) a cui l'Angola prende parte.
La delegazione angolana era composta da 26 atleti, 18 donne e 8 uomini, impegnati in sette discipline. Portabandiera alla cerimonia di apertura è stata la pallamanista Luísa Kiala, alla sua quarta Olimpiade.
Come nelle precedenti edizioni, l'Angola non è riuscita a conquistare nessuna medaglia olimpica. La migliore prestazione di questa edizione è stata offerta dalla squadra femminile di pallamano che, superata la fase a gironi, è arrivata ai quarti di finale, classificandosi all'ottavo posto complessivo del torneo olimpico.

## Risultati

### Atletica leggera
Maschile
Eventi su pista e strada
| Atleta             | Evento      | Preliminari | Preliminari | Batteria        | Batteria        | Semifinale      | Semifinale      | Finale          | Finale          |
| Atleta             | Evento      | Risultato   | Posizione   | Risultato       | Posizione       | Risultato       | Posizione       | Risultato       | Posizione       |
| ------------------ | ----------- | ----------- | ----------- | --------------- | --------------- | --------------- | --------------- | --------------- | --------------- |
| Hermenegildo Leite | 100 m piani | 11"65       | 20          | Non qualificato | Non qualificato | Non qualificato | Non qualificato | Non qualificato | Non qualificato |

Femminile
Eventi su pista e strada
| Atleta       | Evento      | Preliminari | Preliminari | Batteria        | Batteria        | Semifinale      | Semifinale      | Finale          | Finale          |
| Atleta       | Evento      | Risultato   | Posizione   | Risultato       | Posizione       | Risultato       | Posizione       | Risultato       | Posizione       |
| ------------ | ----------- | ----------- | ----------- | --------------- | --------------- | --------------- | --------------- | --------------- | --------------- |
| Liliana Neto | 100 m piani | 13"58       | 20          | Non qualificato | Non qualificato | Non qualificato | Non qualificato | Non qualificato | Non qualificato |

### Canottaggio
| FA   | Qualificato in finale A (per le medaglie)     |
| FB   | Qualificato in finale B (non per le medaglie) |
| FC   | Qualificato in finale C (non per le medaglie) |
| FD   | Qualificato in finale D (non per le medaglie) |
| FE   | Qualificato in finale E (non per le medaglie) |
| FF   | Qualificato in finale F (non per le medaglie) |
| SA/B | Semifinali A/B                                |
| SC/D | Semifinali C/D                                |
| SE/F | Semifinali E/F                                |
| QF   | Qualificato ai quarti di finale               |
| R    | Ripescaggio                                   |

Maschile
| Atleta                            | Evento                     | Batteria | Batteria  | Ripescaggio | Ripescaggio | Semifinali | Semifinali | Finale  | Finale    |
| Atleta                            | Evento                     | Tempo    | Posizione | Tempo       | Posizione   | Tempo      | Posizione  | Tempo   | Posizione |
| --------------------------------- | -------------------------- | -------- | --------- | ----------- | ----------- | ---------- | ---------- | ------- | --------- |
| André Matias Jean-Luc Rasamoelina | Due di coppia pesi leggeri | 6'58"93  | 5º R      | 7'29"73     | 6º SC/D     | 7'39"59    | 4° FD      | 7'01"74 | 20°       |

### Judo
Femminile
| Atleta          | Evento | Preliminari                    | 16-esimi                       | Ottavi               | Quarti               | Semifinali           | Ripescaggio          | Med. bronzo          | Finale               | Posizione |
| Atleta          | Evento | Avversario Risultato           | Avversario Risultato           | Avversario Risultato | Avversario Risultato | Avversario Risultato | Avversario Risultato | Avversario Risultato | Avversario Risultato | Posizione |
| --------------- | ------ | ------------------------------ | ------------------------------ | -------------------- | -------------------- | -------------------- | -------------------- | -------------------- | -------------------- | --------- |
| Antonia Moreira | −70 kg | E. Rodríguez (VEN) V (100-000) | L. V. Kock (GER) P (000-000) S | non qualificata      | non qualificata      | non qualificata      | non qualificata      | non qualificata      | non qualificata      | 9°        |

### Nuoto
Uomini
| Atleta        | Gara                     | Batteria | Batteria  | Semifinale      | Semifinale      | Finale          | Finale          |
| Atleta        | Gara                     | Tempo    | Posizione | Tempo           | Posizione       | Tempo           | Posizione       |
| ------------- | ------------------------ | -------- | --------- | --------------- | --------------- | --------------- | --------------- |
| Pedro Pinotes | 400 metri misti maschile | 4:25.84  | 25        | Non qualificato | Non qualificato | Non qualificato | Non qualificato |

### Pallamano
Femminile
Rosa

La nazionale femminile di pallamano ha ottenuto l'accesso ai giochi vincendo il torneo di qualificazione africano, giocato a Luanda nel marzo del 2015.
| N° | Naz.              | Ruolo | Sportivo          | Anno |         |  | Squadra di club         |  |
| -- | ----------------- | ----- | ----------------- | ---- | ------- |  | ----------------------- |  |
| 1  | Angola (bandiera) | GK    | Neyde Barbosa     | 1980 | 1,77 cm |  | Progresso do Sambizanga |  |
| 6  | Angola (bandiera) | RW    | Juliana Machado   | 1994 | 1,70 cm |  | C.D. Primeiro de Agosto |  |
| 8  | Angola (bandiera) | CB    | Lurdes Monteiro   | 1984 | 1,70 cm |  | C.D. Primeiro de Agosto |  |
| 9  | Angola (bandiera) | CB    | Natália Bernardo  | 1986 | 1,70 cm |  | C.D. Primeiro de Agosto |  |
| 10 | Angola (bandiera) | P     | Albertina Kassoma | 1996 | 1,94 cm |  | C.D. Primeiro de Agosto |  |
| 11 | Angola (bandiera) | LB    | Luísa Kiala       | 1982 | 1,72 cm |  | Petro de Luanda         |  |
| 12 | Angola (bandiera) | LB    | Cristina Branco   | 1985 | 1,70 cm |  | C.D. Primeiro de Agosto |  |
| 15 | Angola (bandiera) | RB    | Azenaide Carlos   | 1990 | 1,71 cm |  | Petro de Luanda         |  |
| 16 | Angola (bandiera) | GK    | Teresa Almeida    | 1988 | 1,84 cm |  | Petro de Luanda         |  |
| 17 | Angola (bandiera) | RB    | Wuta Dombaxe      | 1986 | 1,81 cm |  | C.D. Primeiro de Agosto |  |
| 21 | Angola (bandiera) | LB    | Magda Cazanga     | 1991 | 1,77 cm |  | Petro de Luanda         |  |
| 25 | Angola (bandiera) | P     | Liliana Venâncio  | 1995 | 1,91 cm |  | C.D. Primeiro de Agosto |  |
| 31 | Angola (bandiera) | LW    | Janete dos Santos | 1991 | 1,75 cm |  | Progresso do Sambizanga |  |
| 90 | Angola (bandiera) | CB    | Isabel Guialo     | 1990 | 1,80 cm |  | C.D. Primeiro de Agosto |  |

- Allenatore:  Filipe Cruz

Preliminari - Gruppo A
| Squadra    | Pt | G | V | N | P | PF  | PS   | DP  |
| ---------- | -- | - | - | - | - | --- | ---- | --- |
| Brasile    | 8  | 5 | 4 | 0 | 1 | 138 | 1117 | +21 |
| Norvegia   | 8  | 5 | 4 | 0 | 1 | 141 | 121  | +20 |
| Spagna     | 6  | 5 | 3 | 0 | 2 | 125 | 1116 | +9  |
| Angola     | 4  | 5 | 2 | 0 | 3 | 116 | 128  | -12 |
| Romania    | 4  | 5 | 2 | 0 | 3 | 108 | 119  | -11 |
| Montenegro | 0  | 5 | 0 | 0 | 5 | 107 | 134  | -27 |

| Rio de Janeiro 6 agosto 2016, ore 19:50 UTC-3 | Romania  | 19 – 23 (9-11) referto | Angola | Arena do Futuro (4.465 spett.)\| Arbitro: \| Koo, Lee \| |
| Arbitro:                                      | Koo, Lee |                        |        |                                                          |

| Rio de Janeiro 8 agosto 2016, ore 21:50 UTC-3 | Angola              | 27 – 25 (12-12) referto | Montenegro | Arena do Futuro\| Arbitro: \| Alpaidze, Berekzina \| |
| Arbitro:                                      | Alpaidze, Berekzina |                         |            |                                                      |

| Rio de Janeiro 10 agosto 2016, ore 16:40 UTC-3 | Norvegia                 | 30 – 20 (16-8) referto | Angola | Arena do Futuro\| Arbitro: \| Bonaventura, Bonaventura \| |
| Arbitro:                                       | Bonaventura, Bonaventura |                        |        |                                                           |

| Rio de Janeiro 12 agosto 2016, ore 9:30 UTC-3 | Angola        | 24 – 28 (13-13) referto | Brasile | Arena do Futuro\| Arbitro: \| Røen, Arntsen \| |
| Arbitro:                                      | Røen, Arntsen |                         |         |                                                |

| Rio de Janeiro 14 agosto 2016, ore 19:50 UTC-3 | Spagna         | 26 – 22 (13-12) referto | Angola | Arena do Futuro\| Arbitro: \| Pinto, Menezes \| |
| Arbitro:                                       | Pinto, Menezes |                         |        |                                                 |

Quarti di finale
| Rio de Janeiro 16 agosto 2016, ore 20:30 UTC-3 | Russia         | 31 – 27 (18-14) referto | Angola | Arena do Futuro\| Arbitro: \| Pinto, Menezes \| |
| Arbitro:                                       | Pinto, Menezes |                         |        |                                                 |

: Eliminate ai quarti di finale.

### Tiro
Maschile
| Atleta              | Evento | Qualificazioni | Qualificazioni | Semifinale      | Semifinale      | Finale          | Finale          |
| Atleta              | Evento | Punteggio      | Classifica     | Punteggio       | Classifica      | Punteggio       | Classifica      |
| ------------------- | ------ | -------------- | -------------- | --------------- | --------------- | --------------- | --------------- |
| João Paulo de Silva | Trap   | 98             | 33°            | non qualificato | non qualificato | non qualificato | non qualificato |

### Vela
Maschile
| Atleta                        | Evento | Regata | Regata | Regata | Regata | Regata | Regata | Regata | Regata | Regata | Regata | Regata | Punteggio netto | Classifica |
| Atleta                        | Evento | 1      | 2      | 3      | 4      | 5      | 6      | 7      | 8      | 9      | 10     | M      | Punteggio netto | Classifica |
| ----------------------------- | ------ | ------ | ------ | ------ | ------ | ------ | ------ | ------ | ------ | ------ | ------ | ------ | --------------- | ---------- |
| Manuel Lelo                   | Laser  | 44     | 43     | 45     | 45     | NT     | 43     | 43     | 38     | 46     | 43     | EL     | 390             | 46°        |
| Paixão Afonso Matias Montinho | 470    | 25     | 26     | 27     | 27     | 26     | 23     | 26     | 26     | 26     | 24     | EL     | 229             | 26°        |